# روبي جونز (ممثل)
روبي جونز (بالإنجليزية: Robbie Jones)‏ هو ممثل أمريكي ولد في 25 سبتمبر 1977.

## روابط خارجية
- روبي جونز على موقع IMDb (الإنجليزية)
- روبي جونز على موقع ألو سيني (الفرنسية)
- روبي جونز على موقع أول موفي (الإنجليزية)
- روبي جونز على موقع قاعدة بيانات الفيلم (الإنجليزية)
- روبي جونز على موقع كينوبويسك (الروسية)